# Apostolisches Vikariat Puyo
Das Apostolische Vikariat Puyo (lateinisch Apostolicus Vicariatus Puyoënsis, spanisch Vicariato Apostólico de Puyo) ist ein in Ecuador gelegenes römisch-katholisches Apostolisches Vikariat mit Sitz in Puyo.

## Geschichte
Das Apostolische Vikariat Puyo wurde am 4. Oktober 1886 durch Papst Leo XIII. aus Gebietsabtretungen des Apostolischen Vikariates Napo als Apostolische Präfektur Canelos e Macas errichtet. Am 19. Februar 1930 änderte die Apostolische Präfektur Canelos e Macas ihren Namen in Apostolische Präfektur Canelos. Die Apostolische Präfektur Canelos wurde am 29. September 1964 durch Papst Paul VI. zum Apostolischen Vikariat erhoben. Am 18. Mai 1976 änderte das Apostolische Vikariat Canelos seinen Namen in Apostolisches Vikariat Puyo.

## Ordinarien

### Apostolische Präfekten von Canelos e Macas
- Agostino León OP, 1926–1930

### Apostolische Präfekten von Canelos
- Agostino León OP, 1930–1936
- Giacinto Maria D’Avila OP, 1936–1948
- Sebastião Acosta Hurtado OP, 1948–1958
- Alberto Zambrano Palacios OP, 1959–1964

### Apostolische Vikare von Canelos
- Alberto Zambrano Palacios OP, 1964–1972, dann Bischof von Loja
- Tomás Angel Romero Gross OP, 1973–1976

### Apostolische Vikare von Puyo
- Tomás Angel Romero Gross OP, 1976–1990
- Frumencio Escudero Arenas, 1992–1998
- Rafael Cob García, seit 1998